# Емельянов, Михаил Павлович
Михаи́л Па́влович Емелья́нов (20 ноября 1933 — 23 февраля 2021) — советский и российский дипломат. Чрезвычайный и полномочный посол (1996).

## Биография
Окончил Волгоградский институт инженеров городского хозяйства и Высшую дипломатическую школу МИД СССР (1972). Владел испанским и английским языками. На дипломатической работе с 1972 года.
- В 1972 году — первый секретарь Отдела стран Латинской Америки и Ближнего Востока МИД СССР.
- В 1972—1977 годах — советник Посольства СССР в Народной Демократической Республике Йемен.
- В 1977—1983 годах — советник, заведующий сектором Отдела стран Латинской Америки МИД СССР.
- В 1983—1988 годах — советник-посланник Посольства СССР в Боливии.
- В 1988—1989 годах — эксперт 2-го Латиноамериканского отдела МИД СССР.
- В 1989—1992 годах — проректор по кадрам Дипломатической академии МИД СССР/России.
- С 14 октября 1992 по 10 июля 1998 года — чрезвычайный и полномочный посол Российской Федерации в Эквадоре[2][3].

Умер в 2021 году. Похоронен на Владыкинском кладбище.

## Дипломатический ранг
- Чрезвычайный и полномочный посланник 1 класса (18 июля 1992)[4].
- Чрезвычайный и полномочный посол (29 октября 1996)[5].

## Семья
Был женат, имел дочь.